# Królewiec (województwo świętokrzyskie)
Królewiec – wieś sołecka w Polsce położona w województwie świętokrzyskim, w powiecie koneckim, w gminie Smyków.
| SIMC    | Nazwa     | Rodzaj    |
| ------- | --------- | --------- |
| 0992510 | Podsmyków | część wsi |

Przez miejscowość przepływa niewielka rzeka Czarna Taraska dopływ Czarnej.

## Historia
W okresie niemieckiej okupacji wieś dwukrotnie spacyfikowano w odwecie za działalność Oddziału Wydzielonego Wojska Polskiego mjra. „Hubala”. 7 kwietnia żołnierze 8. pułku SS-Totenkopfverbände częściowo spalili Królewiec i zamordowali 61 mieszkańców. Następnego dnia Niemcy aresztowali wszystkich pozostałych przy życiu mężczyzn (ponad dwudziestu), spośród których dziewiętnastu rozstrzelali 29 czerwca 1940 roku w wielkiej egzekucji w lesie Brzask pod Skarżyskiem-Kamienną.
W latach 1975–1998 miejscowość administracyjnie należała do województwa kieleckiego.
Wierni Kościoła rzymskokatolickiego należą do parafii Matki Bożej Częstochowskiej w Miedzierzy.